# 1-十六醛
1-十六醛是一种有机化合物，属于醛类，化学式为C16H32O。它可由吡啶氯铬酸盐氧化1-十六烷醇制得。镁-氯化亚锡试剂又可将其还原为醇。它和溴乙酸乙酯在锌、盐酸存在下反应，可以得到3-羟基十八酸乙酯；3,3-二氟-3-溴丙烯和铟可以与之发生相似反应，生成3,3-二氟十九碳-1-烯-4-醇。